# Эволюционизм (социальные науки)
Эволюциони́зм — устаревшее направление в антропологии (этнологии / этнографии) и социологии, сторонники которого предполагали существование универсального закона общественного развития, заключающегося в эволюции культуры от низших форм к высшим, от дикости к цивилизации и т. д., и считали, что развитие общества и культуры обусловлено адаптацией к внешней среде. Эволюционизм имел переклички с эволюционным учением, развивавшимся в тот же период, и был распространён преимущественно в XIX веке. 
Главная идея эволюционистов заключалась в убеждении о полном тождестве исторических путей разных народов. Историю эволюционисты рассматривали как сумму независимых эволюций единичных элементов культуры и социальной структуры. В антропологии позиции эволюционизма в конце XIX века ослабили антропогеография и историческая школа, в социологии ему на смену пришёл функционализм. Эволюционизм повлиял на позднейшие подходы и теории, включая неоэволюционизм, теорию модернизации и системную теорию.

## История
Вторая половина XIX века отмечена противостоянием двух основных школ изучения мифа, мифологической и эволюционистской. Первые этапы развития научной сравнительной этнографии повлияли на появление во второй половине XIX века английской антропологической, или эволюционистской школы, представленной такими учёными как Эдуард Тайлор, Эндрю Лэнг, Герберт Спенсер, Джеймс Фрэзер и др. Основным объектом изучения этой школы стали архаические племена в их сравнении с цивилизованными народами. Возникновение мифологии и религии Тайлор относил к значительно более раннему, чем Макс Мюллер, — первобытному периоду и возводил не к «натурализму», а к анимизму, представлениям о душе, появившимся, по его мнению, путём рациональных размышлений «дикаря» о смерти, болезни, снах. Таким образом, Тайлор понимал мифологию как что-то наподобие рациональной «первобытной науки». В его теории мифология по мере развития культуры целиком лишилась самостоятельного веса, была сведена к пережиткам, наивному, донаучному способу объяснения окружающего мира. Теорию анимизма Тайлора существенно изменил Джеймс Фрэзер, выходец из английской антропологической школы. Он противопоставил анимизму магию, которую рассматривал в качестве древнейшей универсальной формы мировоззрения. «Эпоха магии» предшествовала анимизму. Миф он понимал не как сознательную попытку объяснить окружающий мир, а лишь как отражение отмирающего магического ритуала, обряда. Фрэзер существенно повлиял на последующих исследователей, воспринявших тезис приоритета ритуала над мифом, и в значительно большей степени своими исследованиями мифов, включённых в аграрные календарные культы «умирающих» и «воскресающих» богов, собранными в основном в его сравнительном исследовании «Золотая ветвь» (1890).

## Критика эволюционизма
По мере дальнейшего развития науки и соответственно накопления новых фактических данных к концу XIX века все в большей мере стали проявляться слабые стороны эволюционизма, вступившие в противоречие с фактами реальной жизни. Собранный новый этнографический материал часто не подтверждал эволюционистские положения.
1. Гипотеза о единой логике исторического процесса не соответствовала философским установкам позитивистов и сторонников других течений. Так, например, многие историки, опираясь на конкретные факты, заняли позицию, названную «идиографической» («идеографической»). С этой точки зрения, исторические события имеют ограниченный и случайный характер. Некоторые критики эволюционизма обращали внимание на абстрактность концепции универсального закона развития человеческих культур и утверждали о существовании лишь отдельных процессов (миграция, урбанизация и т. д.). Те же, кто признавал существование исторических моделей, ограничивал их эпохой, народом или страной и т. д., отказывались признавать существование глобальных исторических законов.
2. Критики обращали внимание на пренебрежение эволюционистами фактами многочисленных кризисов, полных коллапсов государств и цивилизаций.
3. Сторонники культурного релятивизма указывали на уникальность каждого этноса и в связи с этим невозможность ранжировать их по единой шкале дифференциации, зрелости или прогрессивности. С этой позиции многие незападные общества, которые могут показаться европейцам отсталыми, таковыми не являются, они просто отличны от западных.
4. Диффузионисты указывали на игнорирование эволюционистами факта влияния прямого вмешательства (колонизация, завоевание, миграции, демонстративные эффекты и т. д.) на процессы социальных изменений, так как в результате вышеуказанных процессов часто происходит пропуск или ускоренное прохождение стадий развития общества.

## История эволюционизма
- Эдвард Б. Тайлор (E.B. Tyler, 1832—1917) — основная работа «Первобытная культура» («Primitive Culture») — вышла в 1871 году.
- Герберт Спенсер — основная работа «Системы синтетической философии» (A System of Synthetic Philosophy) — вышла в 1858 году.
- Льюис Г. Морган (L. H. Morgan, 1818—1881) — основная работа «Древнее общество» («Ancient Society») — вышла в 1877 году.
- Джеймс Дж. Фрэзер (J. G. Frazer, 1854—1941) — основная работа «Золотая ветвь» («The Golden Bough») — вышла в 1890 году.
- Джон Ф. Мак-Леннан (J. F. MacLennan, 1827—1881) — основная работа «Теория патриархата» («The Рatriarchal Theory») — вышла в 1881 году.
- Дж. Лаббок (J. Lubbock) — основная работа «Происхождение цивилизации» («The Оrigine of Сivilization») — вышла в 1870 году.